# Сарраф, Хаджи Рза
Хаджи Рза Сарраф (азерб. Hacı Rza Sərraf; 1853, Тебриз, Каджарское государство — 1907, Тебриз, Каджарское государство) —  азербайджанский поэт второй половины XIX века, писавший марсия и газели.

## Биография
Хаджи Рза Сарраф родился в 1853 году в семье торговца Сеид Мухаммеда. У его отца в Тебризском базаре была лавка, разменивающая деньги. Хаджи Рза получил начальное образование в медресе в Тебризе. Однако после смерти отца, он вынужден был бросить учёбу и продолжить дело отца. Прозвище «Сарраф» («Меняльщик») связано с его профессией. Хаджи Рза Сарраф скончался в 1907 году Тебризе из-за болезни сердца.

## Творчество
Сарраф является одним из видных поэтов, писавших в жанре марсия. Его диван на азербайджанском языке, состоящий из синазанов, новха и газелей были изданы в Тебризе и Тегеране. Диван начинается с касыды в честь Али ибн Абу Талиба, новха в нём посвящены жертвам битвы при Кербеле. Язык произведений поэта близок к простому народному языку. Его новха были и до сих пор распространены среди народа. Хаджи Рза также оказал влияние на поэзию Мухаммед Хусейна Шахрияра.